# Walter Kohn
Walter Kohn (Viena, Àustria 1923 - Santa Barbara, EUA 2016) és un físic nord-americà, d'origen austríac, guardonat amb el Premi Nobel de Química l'any 1998.

## Biografia
Va néixer el 9 de març de 1923 a la ciutat de Viena. Va estudiar matemàtiques i física a la Universitat de Toronto, on es graduà el 1945. Posteriorment realitzà el seu doctorat en física a la Universitat Harvard l'any 1948 sota la supervisió de Julian Schwinger. Entre 1950 i 1960 fou professor de la Universitat Carnegie Mellon, es va traslladar després a la Universitat de Califòrnia a San Diego, on va romandre fins al 1979. Aquell any acceptà el càrrec de Director de l'Institut de Física Teòrica a la Universitat de Califòrnia a Santa Barbara, esdevenint el 1984 professor a la mateixa universitat de Santa Bàrbara.
L'any 1957 aconseguí la ciutadania nord-americana.
Va morir a Santa Barbara, Califòrnia el 19 d'abril de 2016.

## Recerca científica
Durant la seva estada a la Universitat Carnegie Mellon va realitzar recerques en la física dels semiconductors, matèria que posteriorment canvià per la recerca de les característiques electròniques de diversos materials. Particularment va ocupar un paper essencial en el desenvolupament de la Teoria del funcional de la densitat, que va permetre incorporar efectes de la mecànica quàntica a la densitat electrònica. Aquesta simplificació del còmput conduïda a moltes penetracions i es va convertir en una eina essencial per a l'estructura electrònica dels materials, atòmica i molecular.
L'any 1998 fou guardonat amb la meitat del Premi Nobel de Química pel desenvolupament de la teoria funcional de la densitat. L'altra meitat del premi recaigué en John A. Pople pel desenvolupament de mètodes teòrics per mitjà dels quals es poden investigar les propietats de les molècules en processos químics.